# Перемога (Сумський район)
Перемо́га — селище в Україні, у Білопільській міській громаді Сумського району Сумської області. Населення становить 181 особа. Орган місцевого самоврядування - Білопільська міська рада.

## Географія
Селище Перемога розташоване на відстані 3 км від правого берегу річки Вир. На відстані 2 км розташовані села Омельченки, Біловишневе та Горобівка.
Через селище пролягає автомобільний шлях Т 1908.

## Історія
- Селище постраждало внаслідок геноциду українського народу, проведеного урядом СССР 1932–1933 та 1946–1947 роках[джерело?].

## Населення

### Мова
Розподіл населення за рідною мовою за даними :
| Мова       | Кількість | Відсоток |
| ---------- | --------- | -------- |
| українська | 178       | 98.34%   |
| російська  | 2         | 1.11%    |
| білоруська | 1         | 0.55%    |
| Усього     | 181       | 100%     |